# One of Us (Joan-Osborne-Lied)
One of Us ist ein Song aus dem Jahr 1995, der von Eric Bazilian geschrieben wurde. Interpretiert wurde er von Joan Osborne auf ihrem Debütalbum Relish. Ihr gelang mit dem Stück in Australien, Belgien und Schweden ein Nummer-eins-Hit.

## Aspekte

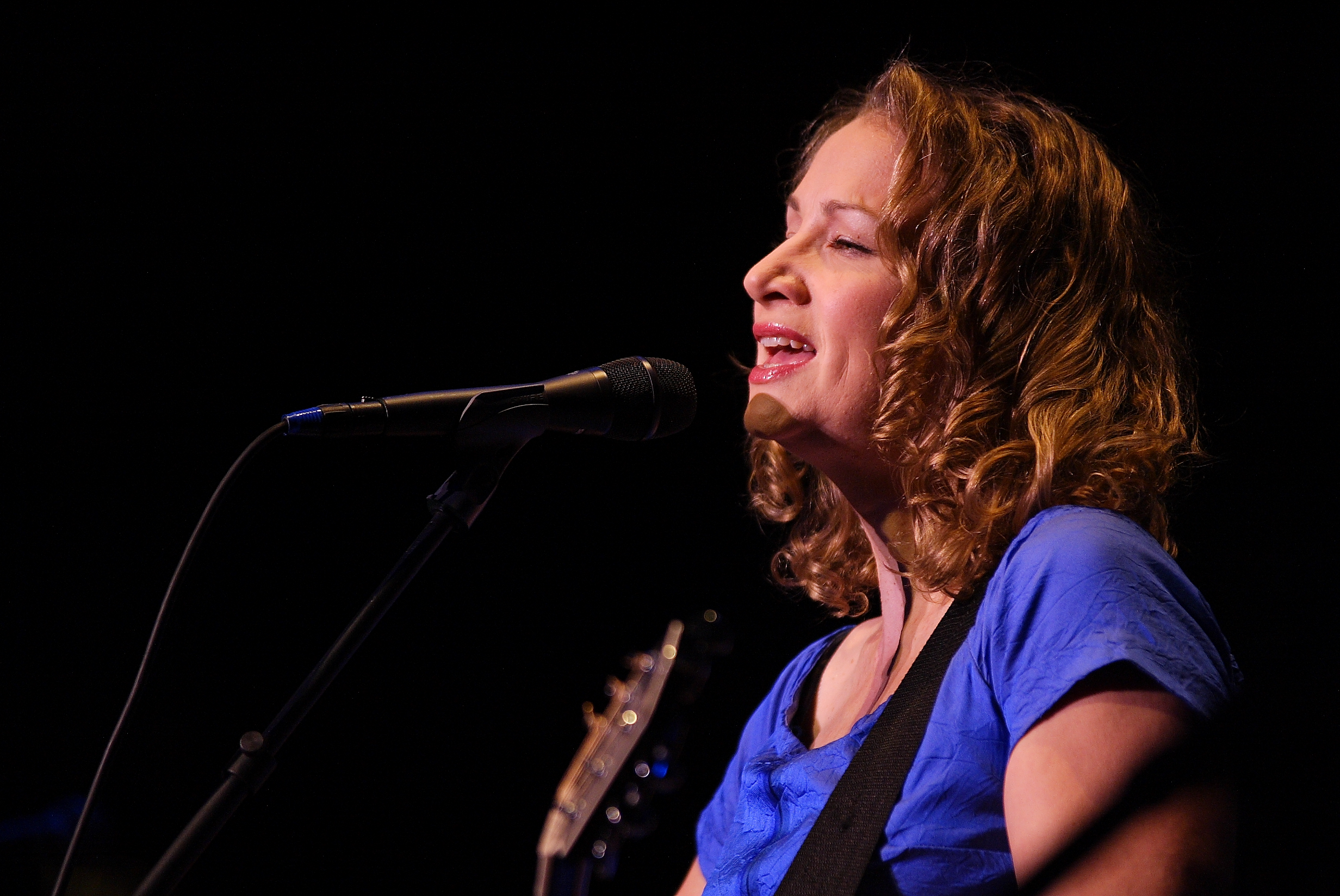
Joan Osborne (2009)

Es handelt sich um Osbornes kommerziell erfolgreichsten Song. Das Stück erhielt 1996 drei Grammy-Award-Nominierungen. In Belgien erhielt das Lied eine Goldene Schallplatte.
Die Albumversion beginnt mit den ersten vier Zeilen einer Aufnahme des Songs The Airplane Ride, die der amerikanische Folklorist Alan Lomax und seine Frau Elizabeth am 27. Oktober 1937 für das Archiv amerikanischer Volkslieder in der Library of Congress aufgenommen hatten.
Das Musikvideo entstand unter der Regie von Mark Seliger und Fred Woodward an Schauplätzen auf der Halbinsel Coney Island bei Brooklyn in New York City.
1996 veröffentlichte Prince eine Coverversion auf seinem Album Emancipation.

## Inhalt
Der Titel bedeutet ins Deutsche übersetzt „Einer von uns“. Das Tempo beträgt rund 88 Schläge pro Minute. Die Tonart ist A-Dur.
Der Liedtext behandelt eine immanente Gottesvorstellung, indem Fragen gestellt werden, die den Hörer auffordern, darüber nachzudenken, wie man sich Gott vorstellen könnte, wie Wenn Gott einen Namen hätte, wie würde er heißen? oder Wenn Gott ein Gesicht hätte, wie würde es aussehen?.

## Mitwirkende
- Joan Osborne – Gesang
- Eric Bazilian – Gitarre, Hintergrundstimmen, Elektronik
- Mark Egan – Bass
- Rob Hyman – Schlagzeug, Mellotron, Hintergrundstimmen
- William Wittman – Mix

## Kommerzieller Erfolg

### Chartplatzierungen
| ChartsChartplatzierungen       | Höchstplatzierung | Wochen |
| ------------------------------ | ----------------- | ------ |
| Deutschland (GfK)              | 18 (23 Wo.)       | 23     |
| Österreich (Ö3)                | 13 (12 Wo.)       | 12     |
| Vereinigte Staaten (Billboard) | 4 (22 Wo.)        | 22     |
| Vereinigtes Königreich (OCC)   | 6 (10 Wo.)        | 10     |

| ChartsJahrescharts (1996)      | Platzierung |
| ------------------------------ | ----------- |
| Deutschland (GfK)              | 67          |
| Vereinigte Staaten (Billboard) | 55          |
| Vereinigtes Königreich (OCC)   | 63          |

### Auszeichnungen für Musikverkäufe
| Land/Region               | Auszeichnungen für Musikverkäufe (Land/Region, Auszeichnung, Verkäufe) | Verkäufe |
| ------------------------- | ---------------------------------------------------------------------- | -------- |
| Australien (ARIA)         | Platin                                                                 | 70.000   |
| Belgien (BRMA)            | Gold                                                                   | 25.000   |
| Brasilien (PMB)           | Gold                                                                   | 30.000   |
| Neuseeland (RMNZ)         | Gold                                                                   | 5.000    |
| Norwegen (IFPI)           | Platin                                                                 | 20.000   |
| Vereinigte Staaten (RIAA) | Gold                                                                   | 500.000  |
| Insgesamt                 | 4× Gold · 2× Platin ·                                                  | 650.000  |